# Nieuznawane grupy etniczne w Chińskiej Republice Ludowej
Władze Chińskiej Republiki Ludowej oficjalnie uznają 56 mniejszości narodowych. Oprócz tego w Chinach żyje około 730 tys. ludzi należących do grupy określanej zbiorczo Wèi Shíbié Mínzú (未识别民族), co można przetłumaczyć jako nieokreślone narodowości.
Ponadto w ChRL znajduje się kilka narodowości, które wliczono w skład uznanych oficjalnie mniejszości narodowych.

## Najważniejsze nieuznane w ChRL mniejszości narodowe
- Akha
- Bajia (八甲人)
- Deng (僜人)
- Gejia (革家人)
- Khmu (克木人)
- Macanese (土生葡人, mieszana chińsko-portugalska ludność Makau)
- Mang (芒人)
- Szerpowie (夏尔巴人)
- Yi (羿人)
- Youtai (犹太, chińscy Żydzi)
- Qiang

## Narodowości wliczone w skład oficjalnie uznanych mniejszości
- Aini (艾努人) – zaliczeni jako Ujgurzy
- Chuanqing (穿青人) – zaliczeni jako Chińczycy Han
- Kucong (苦聪人) – zaliczeni jako Lahu
- Mosuo (摩梭人) – zaliczeni jako Naxi
- Szanowie (掸族) – część zaliczona jako Buyei, część jako Zhuang, część niesklasyfikowana
- Tuwińcy (图瓦人) – zaliczeni jako Mongołowie
- Utsulowie – zaliczeni jako Hui